# Гвинейско турако
Гвинейското турако (Tauraco persa) е вид птица от семейство Туракови (Musophagidae), разпространена в тропическите гори на Западна Африка.

## Разпространение
Названието Гвинейско турако произхожда от ареала на птицата, която обитава влажните екваториални гори край Гвинейския залив. Този вид е разпространен на обширна територия от Сенегал до Габон и северна Ангола. Среща се в почти цяло Конго, без платото Бетеке. Долното течение на река Конго маркира източната граница на ареала на гвинейското турако.

## Описание
Дължината на тялото при възрастните екземпляри е 40 – 45 cm. Характерна черта на Гвинейското турако е зеленото оперение на тялото и главата, което потъмнява към опашката. Опашните пера често са в тъмно лилаво. Перата на главата оформят качулка и обикновено са в светлозелен или пурпурен цвят. При повечето видове около окото има бяла дългоподобна ивица. Изключение прави само гвинейското турако на Буфон (Tauraco persa buffoni), при което ивицата под окото е черна. Благодарение на своя външен вид птицата остава трудно забележима сред листата на тропическите дървета.